# Angiolo Cenni
Angiolo Cenni, detto il Resoluto o il Risoluto (Monastero, sec. XV – Siena, 1575), è stato un poeta italiano, di professione maniscalco, è passato alla storia per aver fondato, insieme ad altri artigiani, la Congrega dei Rozzi di Siena e per aver scritto il primo sonetto contenente un enigma del Rinascimento italiano.

## Biografia
Probabilmente nacque da Giovanni verso la fine dell'ultimo decennio del XV secolo nella zona del castello di Monastero, appena fuori Siena. Nulla è pervenuto circa la sua famiglia né sulle condizioni sociali e neppure sui motivi secondo cui ad un certo momento, forse prima del 1519, andò a vivere entro le mura cittadine, presso la Compagnia della SS. Trinità, scegliendo la professione di maniscalco. Della sua vita è ignoto quasi tutto, salvo ciò che trapela da un suo sonetto autobiografico, sulla cui stesura si ipotizza forse il 1547 o posteriori ma in ogni caso i suoi sonetti sono stati ripubblicati nel 1568 da Giunti di Firenze, in cui afferma di avere otto figli dal quale si presume che si fosse sposato quando lui era sui quarant'anni e di essere vecchio e stanco. L'ultima notizia è quella di un registro dell'Opera del Duomo con l'annotazione in cui "Maestro Agnolo Cenni manescalco" risulta sepolto il 16 maggio 1575.
La notorietà di Cenni deriva in primo luogo dall'aver fondato nel mese di ottobre 1531 la Congrega dei Rozzi insieme ad altri undici artigiani. Si chiamarono Rozzi per distanziarsi e differenziarsi dall'Accademia degli Intronati, composta da nobili, borghesi arricchiti, letterati. Infatti assunsero anche nomi talvolta volgari: Stefano d'Anselmo, intagliatore, detto il "Digrossato", Alessandro di Donato, spadaio, detto il "Voglioloso", Agnolo Cenni, maniscalco, detto il "Resoluto", Anton-Maria di Francesco, cartaio, detto lo "Stecchito", Marcantonio di Giovanni, ligrittiere (antico mestiere legato alla Contrada di Valdimontone, venditore di panni a ritaglio), detto l'"Avviluppato", Bartolomeo di Francesco Almi, pittore, detto il "Pronto", Ventura di Niccolo, pittore, detto il "Traversone", Girolamo di Giovanni Pacchiarotti, detto il Pacchia, pittore, detto il "Dondolone", Bartolomeo Del Milanino, sellaio, detto il "Galluzza", Agnoletto di Giovanni, maniscalco, detto il "Rimena", Bartolomeo di Sigismondo, tessitore, detto il "Malrimondo", Scipione, trombetto del Duca d'Amalfi, detto il "Meraviglioso".
Adottarono quale emblema della Congrega una sughera ricoperta di rozza scorza, con quattro rami intrecciati che alludevano alle quattro stagioni dell'anno e si dettero il motto: "Chi qui soggiorna acquista quel che perde", cioè chi entrava a far parte della Congrega, assumeva il titolo di "Rozzo" ma perdeva, se la frequentava, ogni traccia di ignoranza e maleducazione. Cenni ebbe un ruolo preminente nella Congrega ricoprendo più volte la carica più importante, quella di "signor Rozzo". In quel periodo fiorirono anche altri novellieri, poeti e comici-artigiani o pre-Rozzi, variamente definiti da alcuni critici, anche se in qualche caso, come Bastiano di Francesco, linaiolo, poeta burlesco, fu spesso annoverato fra i componenti della Congrega dei Rozzi ma mai trascritto nei documenti ufficiali. I rapporti sociali e culturali a Siena rispetto a Firenze, dominata dalla "dottrina culturale" dei Medici, furono certamente più eterogenei e lasciarono più spazi liberi, sebbene i rapporti fra i vari componenti e i vari personaggi non appaiano mai del tutto chiari, pensando al rilievo che ebbero, ad esempio, il noto commediografo Niccolò Campani detto lo Strascino, il commediografo e astrologo Niccolò Alticozzi, il drammaturgo Mariano Trinci detto "Maniscalco" ed altri.
Con l'avvicinarsi della guerra con Firenze e la fine della Repubblica di Siena anche la vita della Congrega cambiò e, a parte qualche breve uscita, fino 1603, per ordine granducale tutte le accademie furono chiuse e quando poté riaprire, anche quella dei Rozzi fu molto prossima a diventare una accademia vera e propria. Il Cenni è, altresì, noto per essere stato il primo ad aver scritto, in epoca rinascimentale, un rebus in un lungo sonetto dal titolo "Sonetti giocosi da interpretare, sopra diverse cose comunemente note", probabilmente intorno agli Trenta del Cinquecento, la cui soluzione era "il libro".
Sembra peraltro assodato che un importante scrittore umanista e traduttore Giovanni Florio, vissuto a lungo in Inghilterra col nome di John Florio, abbia assunto pubblicamente nelle sue lettere, a partire dal 1591, il nome accademico di "Resolute" rivolgendosi ai suoi lettori, che a sua volta avrebbe "ereditato" dal padre Michelangelo, il quale frequentò gli accademici Intronati e che non poteva non conoscere il famoso Cenni il "Resoluto", appellativo che tra l'altro usò lo stesso Michelangelo, come si legge nei suoi scritti.
A Cenni sono stati tributati due eventi: nel 2016 con il 5º Simposio Enigmistico Toscano a Monteriggioni, promosso dal "Circolo dei Lenti" di Siena, presieduto da Riccardo Benucci, che ne ha ricordato le gesta; nel 2017 il Teatro dei Rozzi ha messo in scena i testi di Cenni per festeggiare il bicentenario, scegliendo il monologo La vedova, la commedia Togna e la serie de Le stanze rusticali delle fanciulle da maritarsi, per la regia di Giuliano Lenzi e Marco Caboni.

## Pubblicazioni
- Sonetti del Risoluto, Independent Publishing Platform, 2012 - ISBN 978-1478366898